# Skirball Cultural Center

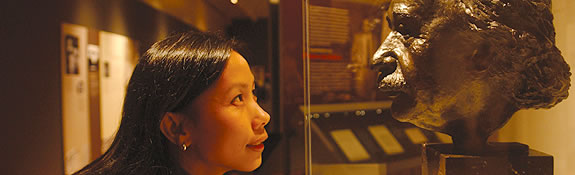
Musée Skirball

Le Skirball Cultural Center est un lieu d'exposition et un centre culturel situé à Los Angeles en Californie. Il a pour thème la culture juive et a ouvert ses portes au public en 1993. Il a été baptisé en l'honneur des philanthropes Jack Skirball et Audrey Skirball-Kenis. Chaque année, le centre est fréquenté par plus de 400 000 personnes.